# 周天孚
周天孚（？—1860年），字涵斋，清朝将领，四川巴县（今重庆市）人。
周天孚行伍出身，跟随哥哥周天受、周天培镇压太平天国，转战两广、江浙，被荐保参将，留江苏补用。咸丰九年（1859年），奉命进入皖南，在泾县与太平军交战，后来又解金坛之围。咸丰十年（1860年），太平天国将领李世贤大举围攻金坛。周天孚拒守四十余日，粮尽，兵变。在陷城前一日出逃，在逃亡路上为变兵所杀。朝廷追赠总兵，赐骑都尉世职，谥威毅。